# Орелі Веді
Орелі Веді (фр. Aurélie Védy; нар. 8 лютого 1981) — колишня французька тенісистка.
Найвищу одиночну позицію світового рейтингу — 260 місце досягла 15 травня 2006, парну — 85 місце — 4 травня 2009 року.
Здобула 6 одиночних та 33 парні титули.
Найвищим досягненням на турнірах Великого шолома було 2 коло в парному розряді.
Завершила кар'єру 2013 року.

## Фінали турнірів WTA

### Парний розряд: 1 (поразка)
| Перемога — Легенда      |
| ----------------------- |
| Турніри Великого шолома |
| Premier M & Premier 5   |
| Premier                 |
| International (0–1)     |

| Результат | Дата     | Турнір       | Покриття | Партнерка       | Суперниці                             | Рахунок  |
| --------- | -------- | ------------ | -------- | --------------- | ------------------------------------- | -------- |
| Поразка   | Тра 2010 | Estoril Open | Ґрунт    | Віталія Дяченко | Анабель Медіна Гаррігес Сорана Кирстя | 1–6, 5–7 |

## Фінали ITF
| Легенда          |
| ---------------- |
| турніри $100,000 |
| турніри $75,000  |
| турніри $50,000  |
| турніри $25,000  |
| турніри $10,000  |

### Одиночний розряд: 11 (6–5)
| Результат | Ранг | Дата     | Турнір                           | Покриття  | Суперниця               | Рахунок            |
| --------- | ---- | -------- | -------------------------------- | --------- | ----------------------- | ------------------ |
| Поразка   | 1    | Кві 1998 | ITF Желос, Франція               | Ґрунт     | Жустін Енен             | 0–6, 0–6           |
| Перемога  | 1    | Кві 1999 | ITF Мальє, Італія                | Ґрунт     | Тетяна Ковальчук        | 6–3, 6–2           |
| Поразка   | 2    | Лис 2003 | ITF Гавр, Франція                | Ґрунт (i) | Марта Марреро           | 3–6, 3–6           |
| Перемога  | 2    | Чер 2004 | ITF Орестіас, Греція             | Тверде    | Анна Куманту            | 6–1, 6–1           |
| Перемога  | 3    | Сер 2004 | ITF Стамбул, Туреччина           | Тверде    | Габріела Веласко Андреу | 6–0, 7–6(9–7)      |
| Поразка   | 3    | Тра 2005 | ITF Анталія, Туреччина           | Ґрунт     | Габріела Нікулеску      | 7–5, 2–6, 2–6      |
| Перемога  | 4    | Лип 2005 | ITF Сецце, Італія                | Ґрунт     | Клаудія Івоне           | 6–1, 6–2           |
| Перемога  | 5    | Кві 2006 | ITF Афіни, Греція                | Ґрунт     | Мартіна Мюллер          | 4–6, 6–2, 6–4      |
| Поразка   | 4    | Вер 2007 | ITF Казале-Монферрато, Італія    | Ґрунт     | Валентіна Сассі         | 6–3, 6–7(7–9), 2–6 |
| Поразка   | 5    | Лип 2008 | ITF Кремона, Італія              | Ґрунт     | Коріна Перковіч         | 1–6, 4–6           |
| Перемога  | 6    | Сер 2008 | ITF Гардоне-Валь-Тромпія, Італія | Ґрунт     | Аполлонія Мельдзані     | 3–6, 6–2, 6–1      |

### Парний розряд: 56 (33–23)
| Результат | Ранг | Дата     | Турнір                           | Покриття   | Партнерка              | Суперниці                                         | Рахунок            |
| --------- | ---- | -------- | -------------------------------- | ---------- | ---------------------- | ------------------------------------------------- | ------------------ |
| Перемога  | 1.   | Січ 1998 | ITF Дінан, Франція               | Ґрунт (i)  | Каміль Пен             | Татьяна Гарбін Оана Елена Голімбйоскі             | w/o                |
| Поразка   | 1.   | Кві 1998 | ITF Желос, Франція               | Ґрунт      | Жустін Енен            | Іветте Бастінг Емманюелль Курутше                 | 6–0, 6–7, 5–7      |
| Перемога  | 2.   | Сер 1998 | ITF Сен-Годан, Франція           | Ґрунт      | Сільві Сальяберрі      | Паула Гарсія Келлі Лігган                         | 6–3, 7–6           |
| Перемога  | 3.   | Лип 1999 | ITF Ле-Туке, Франція             | Ґрунт      | Стефані Ріцці          | Х'яна Гутьєррес Сільвія Уріцкова                  | 6–3, 6–7, 6–4      |
| Перемога  | 4.   | Лис 1999 | ITF Гавр, Франція                | Ґрунт (i)  | Стефані Ріцці          | Анна Фонт Вероніка Рижик                          | 6–4, 6–4           |
| Поразка   | 2.   | Лют 2000 | ITF Майорка, Іспанія             | Ґрунт      | Марія Вольфбрандт      | Штефані Гайднер Деббі Гак                         | 4–6, 6–3, 4–6      |
| Поразка   | 3.   | Лип 2001 | ITF Ле-Туке, Франція             | Ґрунт      | Карла Мраз             | Сусанне Трік Рошелл Розенфілд                     | 2–6, 4–6           |
| Перемога  | 5.   | Сер 2001 | ITF Лондон, Велика Британія      | Тверде     | Ева Ербова             | Клер Каррен Гелена Еєсон                          | 7–6(7–4), 6–3      |
| Поразка   | 4.   | Січ 2002 | ITF Гренобль, Франція            | Тверде (i) | Карла Мраз             | Кільдін Шевальє Наташа Рандріантефі               | 4–6, 4–6           |
| Перемога  | 6.   | Лип 2002 | ITF Сецце, Італія                | Ґрунт      | Кільдін Шевальє        | Євгенія Савранська Мартіна Бабакова               | 6–3, 7–5           |
| Поразка   | 5.   | Сер 2002 | ITF Енсхеде, Нідерланди          | Ґрунт      | Димана Крастевич       | Даніела Кікс Аннетте Кольб                        | 1–6, 5–7           |
| Перемога  | 7.   | Вер 2002 | ITF Кунео, Італія                | Ґрунт      | Карла Мраз             | Стефанія К'єппа Євгенія Савранскі                 | 2–6, 6–3, 6–2      |
| Поразка   | 6.   | Жов 2002 | ITF Аїн Сохна, Єгипет            | Ґрунт      | Ким Камбич             | Олена Антипіна Гана Шромова                       | 2–6, 5–7           |
| Поразка   | 7.   | Жов 2002 | ITF Гіза, Єгипет                 | Ґрунт      | Ким Камбич             | Ема Янаскова Домініка Лузарова                    | 5–7, 6–7(3–7)      |
| Перемога  | 8.   | Бер 2003 | ITF Ам'єн, Франція               | Ґрунт (i)  | Карла Мраз             | Мартіна Бабакова Ленка Тварошкова                 | 5–4 ret.           |
| Поразка   | 8.   | Тра 2003 | ITF Катанія, Італія              | Ґрунт      | Хрістіна Захаріду      | Бруна Колозіу Жоана Кортез                        | 1–6, 1–6           |
| Поразка   | 9.   | Чер 2003 | ITF Canet-en-Roussillon, Франція | Ґрунт      | Софі Ерр               | Леслі Буткевіч Евелін Ваніфте                     | 6–4, 3–6, 4–6      |
| Перемога  | 9.   | Лип 2003 | ITF Ле-Туке, Франція             | Ґрунт      | Наташа Рандріантефі    | Менді Мінелла Полін Пармантьє                     | 6–2, 6–2           |
| Перемога  | 10.  | Сер 2003 | ITF Сан-Марино                   | Ґрунт      | Оана Елена Голімбйоскі | Кільдін Шевальє Хрістіна Захаріду                 | 2–6, 7–6(9–7), 6–4 |
| Поразка   | 10.  | Жов 2003 | ITF Барі, Італія                 | Ґрунт      | Джулія Меруцці         | Бетіна Піркер Шеллі Стефенс                       | 2–6, 2–6           |
| Перемога  | 11.  | Лис 2003 | ITF Вільнав-д'Орнон, Франція     | Ґрунт (i)  | Кароліне Мас           | Євгенія Савранскі Ірина Бремон                    | 6–3, 7–6(8–6)      |
| Перемога  | 12.  | Лис 2003 | ITF Довіль, Франція              | Ґрунт (i)  | Полін Пармантьє        | Марія Гезненге Зузана Гейдова                     | 5–7, 6–2, 6–1      |
| Перемога  | 13.  | Чер 2004 | ITF Ленцергайде, Швейцарія       | Ґрунт      | Еріка Краут            | Жоана Кортез Маріна Таваріс                       | 6–2, 6–4           |
| Перемога  | 14.  | Чер 2004 | ITF Орестіас, Греція             | Тверде     | Матільда Йоганссон     | Белен Корбалан Лусіана Сарменті                   | 6–0, 6–0           |
| Перемога  | 15.  | Лип 2004 | ITF Гархінг, Німеччина           | Ґрунт      | Еріка Краут            | Анжеліка Бахманн Станіслава Грозенська            | 6–4, 7–6(7–5)      |
| Перемога  | 16.  | Лип 2004 | ITF Анкона, Італія               | Ґрунт      | Оана Елена Голімбйоскі | Надя Павич Александра Срндович                    | 6–3, 6–3           |
| Перемога  | 17.  | Сер 2004 | ITF Мартіна-Франка, Італія       | Ґрунт      | Ясмін Вер              | Ніна Братчикова Джулія Казоні                     | 6–1, 3–6, 7–6(8–6) |
| Перемога  | 18.  | Жов 2004 | ITF Куарту-Сант'Елена, Італія    | Тверде     | Анаїс Лорендон         | Сандра Заглавова Раффаелла Бінді                  | 6–3, 3–6, 6–3      |
| Перемога  | 19.  | Бер 2005 | ITF Афіни, Греція                | Ґрунт      | Лорен Бредмор          | Меделіна Гожня Леноре Лезерою                     | 6–3, 7–5           |
| Поразка   | 11.  | Кві 2005 | Open de Biarritz, Франція        | Ґрунт      | Тімеа Бачинскі         | Стефані Коен-Алоро Селіма Сфар                    | 2–6, 1–6           |
| Поразка   | 12.  | Жов 2005 | ITF Нант, Франція                | Тверде (i) | Марі-Ев Пеллетьє       | Мелін Андрійо Рената Ворачова                     | 7–6(7–3), 5–7, 2–6 |
| Перемога  | 20.  | Лют 2006 | ITF Стокгольм, Швеція            | Тверде (i) | Тімеа Бачинскі         | Суріна Де Беер Енн Кеотавонг                      | 6–4, 6–4           |
| Перемога  | 21.  | Кві 2006 | Open de Cagnes-sur-Mer, Франція  | Ґрунт      | Софі Лефевр            | Даніела Клеменшиц Сандра Клеменшиц                | 2–6, 6–4, 7–6(7–1) |
| Перемога  | 22.  | Лип 2006 | ITF Бостад, Швеція               | Ґрунт      | Еріка Краут            | Міхаела Бузернеску Магда Міхалаке                 | 2–6, 6–4, 6–4      |
| Перемога  | 23.  | Лип 2006 | ITF Монтероні-д'Арбія, Італія    | Ґрунт      | Валентіна Сассі        | Матея Межак Ніка Ожегович                         | 5–7, 6–4, 6–0      |
| Перемога  | 24.  | Сер 2006 | ITF Мартіна-Франка, Італія       | Ґрунт      | Івана Абрамович        | Едіна Галловіц Мервана Югич-Салкич                | 6–3, 6–2           |
| Поразка   | 13.  | Кві 2007 | ITF Дінан, Франція               | Ґрунт (i)  | Стефані Форец          | Анджелік Кербер Івонн Мойсбургер                  | 4–6, 7–6(8–6), 2–6 |
| Перемога  | 25.  | Кві 2007 | Open de Cagnes-sur-Mer, Франція  | Ґрунт      | Тімеа Бачинскі         | Катарина Кашликова Анастасія Павлюченкова         | 7–5, 7–5           |
| Поразка   | 14.  | Жов 2007 | ITF Sant Cugat, Іспанія          | Ґрунт      | Кіра Надь              | Нурія Льягостера Вівес Марія Хосе Мартінес Санчес | 4–6, 1–6           |
| Поразка   | 15.  | Бер 2008 | ITF Нью-Делі, Індія              | Тверде     | Суніта Рао             | Цзи Чуньмей Сунь Шеннань                          | 6–2, 2–6, [4–10]   |
| Поразка   | 16.  | Тра 2008 | Open de Сен-Годан, Франція       | Ґрунт      | Шанелль Схеперс        | Сє Шувей Марі-Ев Пеллетьє                         | 4–6, 0–6           |
| Перемога  | 26.  | Чер 2008 | Open de Marseille, Франція       | Ґрунт      | Агнеш Сатмарі          | Вікторія Кутузова Анна Лапущенкова                | 6–4, 6–3           |
| Перемога  | 27.  | Лип 2008 | Contrexéville Open, Франція      | Ґрунт      | Стефані Форец          | Еріка Краут Ганна Ноні                            | 6–4, 6–4           |
| Перемога  | 28.  | Сер 2008 | ITF Монтероні-д'Арбія, Італія    | Ґрунт      | Мервана Югич-Салкич    | Валентіна Сульпіціо Вердіана Верарді              | 6–4, 6–2           |
| Перемога  | 29.  | Вер 2008 | ITF Местре, Італія               | Ґрунт      | Мервана Югич-Салкич    | Маргаліта Чахнашвілі Віолетта Юк                  | 6–2, 6–3           |
| Перемога  | 30.  | Кві 2009 | ITF Чивітавекк'я, Італія         | Ґрунт      | Еріка Краут            | Дар'я Кустова Тетяна Пучек                        | 6–1, 6–1           |
| Поразка   | 17.  | Лип 2009 | ITF Звевегем, Бельгія            | Ґрунт      | Сема Юріка             | Олена Чалова Дарія Юрак                           | 1–6, 4–6           |
| Поразка   | 18.  | Вер 2009 | Open de Сен-Мало, Франція        | Ґрунт      | Андрея Клепач          | Тімеа Бачинскі Татьяна Гарбін                     | 3–6, ret.          |
| Поразка   | 19.  | Жов 2009 | ITF Жуе-ле-Тур, Франція          | Тверде (i) | Стефані Коен-Алоро     | Юлія Федосова Селіма Сфар                         | 6–4, 0–6, [8–10]   |
| Перемога  | 31.  | Січ 2010 | ITF Плантейшен, США              | Ґрунт      | Машона Вашінгтон       | Хорхеліна Краверо Марія Ірігоєн                   | 6–0, 6–2           |
| Перемога  | 32.  | Січ 2010 | ITF Лутц, США                    | Ґрунт      | Машона Вашінгтон       | Марія Фернанда Алвеш Флоренсія Молінеро           | 6–3, 6–3           |
| Поразка   | 20.  | Чер 2010 | Open de Марсель, Франція         | Ґрунт      | Стефані Коен-Алоро     | Юганна Ларссон Івонн Мейсбургер                   | 4–6, 2–6           |
| Поразка   | 21.  | Вер 2010 | ITF Б'єлла, Італія               | Ґрунт      | Андрея Клепач          | Марія Коритцева Ралука Олару                      | 5–7, 4–6           |
| Поразка   | 22.  | Січ 2011 | ITF Гренобль, Франція            | Тверде (i) | Ірина Бремон           | Стефані Коен-Алоро Селіма Сфар                    | 1–6, 3–6           |
| Перемога  | 33.  | Тра 2011 | Open de Сен-Годан, Франція       | Ґрунт      | Каролін Гарсія         | Анастасія Пивоварова Ольга Савчук                 | 6–3, 6–3           |
| Поразка   | 23.  | Жов 2011 | Open de Лімож, Франція           | Тверде (i) | Каролін Гарсія         | Софія Арвідссон Джилл Крейбас                     | 4–6, 6–4, [7–10]   |